# Fluorpyridine
| Gefahrensymbol | Gefahrensymbol |

| Gefahrensymbol | Gefahrensymbol |

| keine Einstufung verfügbar |

Die Fluorpyridine bilden in der Chemie eine Stoffgruppe von organischen Verbindungen, die zu den Heterocyclen (genauer: Heteroaromaten) zählt. Sie bestehen aus einem Pyridinring, der mit Fluor (–F) substituiert ist. Durch dessen unterschiedliche Anordnung ergeben sich drei Konstitutionsisomere mit der Summenformel C5H4FN.